# Districtul Ierusalim
Districtul Ierusalim este unul dintre cele șase districte administrative ale Israelului. Suprafața sa este de 652 km² (incluzând Ierusalimul de Est care este administrat de Israel din 1967). Populația districtului este de aproximativ 900,000 de locuitori, dintre care 67,9% sunt evrei și 30,3% sunt arabi. Marea majoritate dintre aceștia sunt non-cetățeni, dar sunt eligibili pentru cetățenie în conformitate cu legislația israeliană din Ierusalimul de Est, (populația non-evreiască include 28,3% musulmani, 1,8% creștini, iar 1,4% nu sunt clasificați dipă religie). Capitala districtului este Ierusalim.

## Sub-regiuni administrative
| Orașe                     | Consilii locale                               | Consilii regionale |
| ------------------------- | --------------------------------------------- | ------------------ |
| - Ierusalim - Bet Shemesh | - Abu Ghosh - Mevaseret Zion - Kiryat Ye'arim | - Mateh Yehuda     |